# Calabrisella
Calabrisella  o Calavrisella è una canzone popolare calabrese, probabilmente la più famosa del panorama musicale tradizionale della Calabria.

## Tema
La canzone racconta dell'incontro tra due giovani, uno innamorato dell'altra.

## Versioni
Il testo è attribuito  a un compositore siciliano innamorato di una giovane calabrese.
Nel tempo la canzone ha subito varie modifiche, al punto che ormai ne esistono diverse versioni più o meno riconosciute come "ufficiali".
Esistono anche sostanziali differenze di pronuncia, legate alla diversità dei vari dialetti calabresi: dal cosentino (più vicino ai dialetti italiani meridionali) al reggino (più vicino al siciliano).
Alcuni esempi notevoli:
- il "ti vitti" ("ti ho vista") reggino delle versioni sottostanti diventa "t'haiu vistu" o "t'e vistu" nella provincia di Cosenza;
- il vocabolo "panni" risulta ambiguo a seconda della zona, perché nei dialetti calabresi il "pannu" è spesso il pannolino che si usa per i bambini o quello che usavano le donne per il mestruo, mentre più genericamente i panni che si lavavano alla "sciumara" si dicono "robbi". A seconda del luogo invece si usa "pannizzi" o "pannu" per gli indumenti mentre il termine pannolino era la "fasciatura" e non pannolino, perché si usava "affasciare" i bimbi, e sarebbe quindi errato dire "pannu" per pannolino. Ancora, nel catanzarese il termine "panni" o "rrobbi" sta ad indicare genericamente indumenti e biancheria. Es. "panni (o rrobbi) lordi" sta per "bucato".[2]

### Versione antica
Pubblicata da Domenico Caruso su Calabria Sconosciuta - Reggio Calabria - Anno VIII n. 31-32 (Luglio-Dicembre 1985).

### Versione attuale
Questa versione di Calabrisella è in assoluto la più eseguita ai nostri giorni nonché la più conosciuta.
calavrisella mia cu l'occhi scuri.

E mentre appassiunata mi vardava

iu nci rubai lu megghiu muccaturi.
Calavrisella mia, calavrisella mia,

calavrisella mia, sciuri d'amuri.

Lalléru, lalléru, lalléru lalàla

sta calavrisella muriri mi fa.

Lalléru, lalléru, lalléru lalàla

sta calavrisella muriri mi fa.
Tutta sudata di l'acqua venia

nci dissi: dumammindi na schizzella

acqua non si ndi duna pi la via;

stasira venittindi a la mi cella.

Calavrisella mia, calavrisella mia,

calavrisella mia, sciuri d'amuri.

Lalléru, lalléru, lalléru lalàla

sta calavrisella muriri mi fa.

Lalléru, lalléru, lalléru lalàla

sta calavrisella muriri mi fa.»
calabrisella mia con gli occhi scuri

E intanto appassionata mi guardava

Io le rubai il più bel fazzoletto
Calabrisella mia, Calabrisella mia

Calabrisella mia, fiori d'amore

Lalléru, lalléru, lalléru lalàla

Questa calabrisella morire mi fa.

Lalléru, lalléru, lalléru lalàla

Questa calabrisella morire mi fa.
Tutta sudata veniva dall'acqua

Le dissi: dammene un po'

l'acqua non si dà per la strada;

stasera vieni a casa mia.

Calabrisella mia, calabrisella mia,

calabrisella mia, fiori d'amore.

Lalléru, lalléru, lalléru lalàla

sta calavrisella muriri mi fa.

Lalléru, lalléru, lalléru lalàla

Questa calabrisella morire mi fa.»

### Versione 1
lu ventu mi valau la tuvagliola

lu ventu mi valau la tuvagliola

e lu quattraru mi vulia vasari.
- Calabrisella mia, (3v.)

facimmu ammore.

Trallallalleru llalleru llallà

sta calabrisella muriri mi fa.»

### Versione 2
Calabrisella mia ccu st'occhi scuri,

e mentu alla sipala i panni ampravi

iu t'arrubai lu megghiu maccaturi.
- Calabrisella mia, (3v.)

facimmu ammore.

Trallallalleru llalleru llallà

sta calabrisella muriri mi fa.»

### Versione 3
non vitti a nudda bedda com'a tia:

Pensai ccu pena a s'occhi innamurati,

e 'nta su muccaturi iu ti cincia.
- Calabrisella mia, (3v.)

facimmu ammore.

Trallallalleru llalleru llallà

sta calabrisella muriri mi fa.»

### Versione 4
Nci dissi: Dunami n'ndi na schizzella.

Acqua non si ndi dune pi la via;

Stasira venitti ndi a la 'ni cella.
- Calabrisella mia, (3v.)

facimmu ammore.

Trallallalleru llalleru llallà

sta calabrisella muriri mi fa.»

### Versione 5
mi guardi e mi saluti malantrina:

dariasi tuttu lu me sparambiatu,

bedda, p'aviri a tia sempre vicina.
- Prima m'a dittu si e mo' nun voia:

dimmi di chi ti spagni bedda mia,

ca si ti spagni da famiglia toia,

'mbrazza ta strigne e nun ti lassu chiuia.»